# Шмирєва Олександра Миколаївна
Олександра Миколаївна Шмирєва (1947—2010) — провідна українська вчена в галузі фотовольтаїки та сенсорики, завідувач науково-дослідної лабораторії напівпровідникових перетворювачів, доктор технічних наук, професор, член наукової школи «Мікро і наноелектронні системи» Національного технічного університету України «Київський політехнічний інститут імені Ігоря Сікорського».

## Життєпис
Народилася 22 жовтня 1947 р. Закінчила з відзнакою КПІ в 1971 р. В 1974 р. захистила кандидатську дисертацію, а у 2009 р. — докторську дисертацію. Працювала старшим науковим співробітником, начальником сектора конструкторського бюро «Шторм», завідувачем науково-дослідної лабораторії напівпровідникових перетворювачів, доцентом, професором кафедри мікроелектроніки. Читала лекції з курсів «Магнітоелектроніка», «Функціональна електроніка», «Напівпровідникові прилади та інтегральні мікросхеми».

## Наукова діяльність

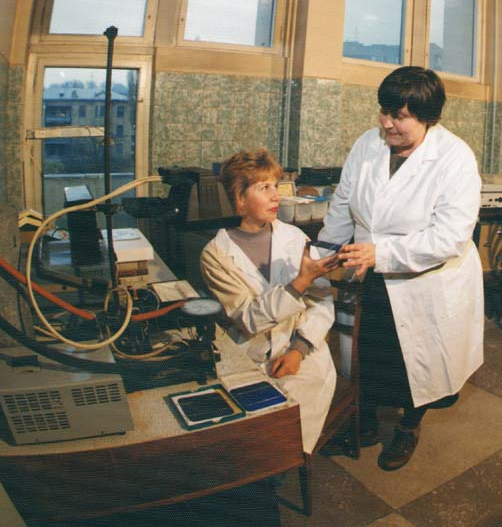
У лабораторії напівпровідникових перетворювачів (інженер Кавраська Н. М. та керівник лабораторії, д.т.н., проф. Шмирєва О. М.)

Проводила наукові дослідження в галузі оптоелектроніки, фотоенергетики, тонкоплівкової мікроелектроніки, космічної техніки, біомедичної сенсорики.
Розробила та впровадила у серійне виробництво технології виготовлення високоефективних сонячних елементів великої площі на основі монокристалічного та мультикристалічного кремнію з ефективністю перетворення більше 16,5 %.
Розробила сенсори фізичних величин (для вимірювання температури, освітленості, вологості, концентрації газів) та електрохімічні сенсори (в тому числі біосенсори, для визначення рівня рН та токсинів), а також мультипараметричні сенсорні системи на їх основі.
Брала участь у розробці сонячних елементів, нагрівачів та датчиків кутових координат Сонця для штучних супутників Землі (Січ-1М (Україна, 2004 р.), Egypt-Sat-1 (2007 р.)). Учасниця міжнародного проєкту NATO (США), в межах якого налагоджено технологію серійного виробництва сонячних елементів на заводі «Квазар».
Має 112 наукових статей, монографію, 2 навчальних посібника, 11 авторських свідоцтв, 4 патенти. Впровадила у виробництво понад 65 розробок і технологій.

## Нагороди
За розробку фотоелектричного джерела живлення відзначена бронзовою медаллю ВДНГ СРСР. Нагороджена медаллю «За трудову відзнаку». Лауреат Державної премії України в галузі науки і техніки за розробку технології виробництва кремнієвих сонячних елементів та енергетичних систем на їх основі (2012 р.). На міжнародній виставці «Освіта та кар'єра-2012» одержала золоту медаль за видання спільної українсько-болгарської монографії «Наноэлектроника: монография в двух книгах».

## Праці
- Технологічні основи електроніки: Методичні вказівки до виконання лабораторних робіт / Уклад. О. М. Шмирєва, Т. В. Семікіна; НТУУ «Київський політехнічний інститут». — К.: ІВЦ «Політехніка», 2003. — 32 с.
- Коваль В. М., Шмирєва О. М. Нанокристалічний кремній з керованими напівпровідниковими властивостями // Наукові вісті НТУУ «КПІ». — 2005. — № 4. — С. 14—28.
- Лазоренко В. Й., Бугайова М. Е., Лашкарьов Г. В., Борисов О. В., Коваль В. М., Шмирєва О. М. Тонкоплівковий сенсор на основі ZnO // Сенсорна електроніка і мікросистемні технології. — 2006. — № 3. — С. 60—65.
- Коваль В. М., Шмырева А. Н. Гетероструктурные преобразователи на основе нанокристаллического кремния // Радиотехника: Всеукр. межвед. науч.-техн. сб. — 2006. — № 145. — С. 57—62.
- Шмырева А. Н., Коваль В. М. Особенности лазерной перекристаллизации тонких пленок кремниевых сплавов, легированных РЗМ // Электроника и связь. Тематический выпуск «Проблемы электроники»– 2007. — Т. 3. — С. 27—32.
- Коваль В. М., Шмирєва О. М. Дослідження властивостей межі поділу Si морфологічних структур // Электроника и связь. — 2007. — № 3. — С. 5—12.
- Магнітні плівки перовськітоподібного типу в перетворювачах функціональної електроніки / О. М. Шмирєва, К. Д. Скуртул // Наукові вісті НТУУ «КПІ». — 2006. — № 3. — С. 10—22.
- Дослідження домішкових центрів Eu в кремнієвих плівках / В. М. Коваль, О. М. Шмирєва // Наукові вісті НТУУ «КПІ». — 2007. — № 5. — С. 36—40.
- Високочутливий мікроелектронний сенсор для визначення рН / О. М. Шмирєва, Д. О. Родак // Наукові вісті НТУУ «КПІ». — 2007. — № 4. — С. 32—38.
- Нанобиосенсоры для определения концентрации микотоксинов / Т. С. Качинская, Н. Н. Мельниченко, Н. ф. Стародуб, А. Н. Шмырева // Электроника и связь. — 2008. — № 3—4, Ч. 2. — С. 153—159.
- Електронний біолюмінесцентний прилад для визначення токсичних речовин / В. Г. Мельник, В. І. Назаренко. М. Ф. Стародуб, Н. В. Максимчук, О. М. Шмирєва // Электроника и связь. — 2008. — № 3—4, Ч. 2. — С. 110—114.
- Взаємозв'язок електрофізичних властивостей нанопористого кремнію з умовами його отримання / Т. Ю. Білик, О. М. Шмирєва, Л. М. Шмирьова // Электроника и связь. — 2008. — № 1—2, Ч. 1. — С. 30—34.
- Мультикристаллический кремний в технологии фотоэлектрических преобразователей / В. Н. Голотюк, А. А. Мариненко, А. Н. Шмырева // Электроника и связь. — 2008. — № 6. — С. 15—23.
- Електрофізичні властивості гетероструктур наноструктурований кремній/монокремній / Т. Ю. Білик, О. М. Шмирєва, В. І. Алябушев // Электроника и связь. — 2009. — № 4—5. Ч. 2. — С. 59—62.
- Биосенсорная полираметрическая измерительная система / А. Д. Василенко, В. Г. Мельник, Н. В. Максимчук, В. И. Назаренко, А. Н. Шмырева // Электроника и связь. — 2009. — № 2—3. Ч. 1. — С. 228—231.
- Фотоэлектрические свойства нанопористого кремния и оптоэлектронные сенсоры на его основе / А. Н. Шмырева, Н. Н. Мельниченко // Электроника и связь. — 2010. — № 1(54). — С. 17—24.
- Функциональные свойства кремниевых композитов, легированные иттрием, для тонкопленичных фотоэлектрических преобразователей / А. В. Белоусько, В. М. Коваль, А. Н. Шмырева // Электроника и связь. — 2010. — № 6(59). Ч. 1. — С. 12—19.
- Фотоэлектрические свойства нанопористого кремния и оптоэлектронные сенсоры на его основе / А. Н. Шмырева, Н. Н. Мельниченко // Электроника и связь. — 2010. — № 1(54). — С. 17—24.
- Наноэлектроника: монография: в 2 кн. — Киев; София: Аверс, 2010. Кн. 2: Наноструктурированные материалы и функциональные устройства / Ю. И. Якименко, А. Н. Шмырева, Г. М. Младенов, В. М. Спивак, В. Г. Колева, А. В. Богдан. — 2011. — 388 с.
- Лабораторний практикум з дисципліни «Електронні сенсори» для студентів напряму підготовки 6.070801 «Мікро- та наноелектроніки» освітньо-кваліфікаційного рівня бакалавр за спеціальністю «Фізична та біомедична електроніка» [Електронний ресурс] / НТУУ «КПІ» ; уклад. Т. Ю. Білик, Т. А. Саурова, О. М. Шмирєва. — Електронні текстові дані (1 файл: 3,56 Мбайт). — Київ: НТУУ «КПІ», 2012. — 52 с.